# Santa Fe (Argentina)

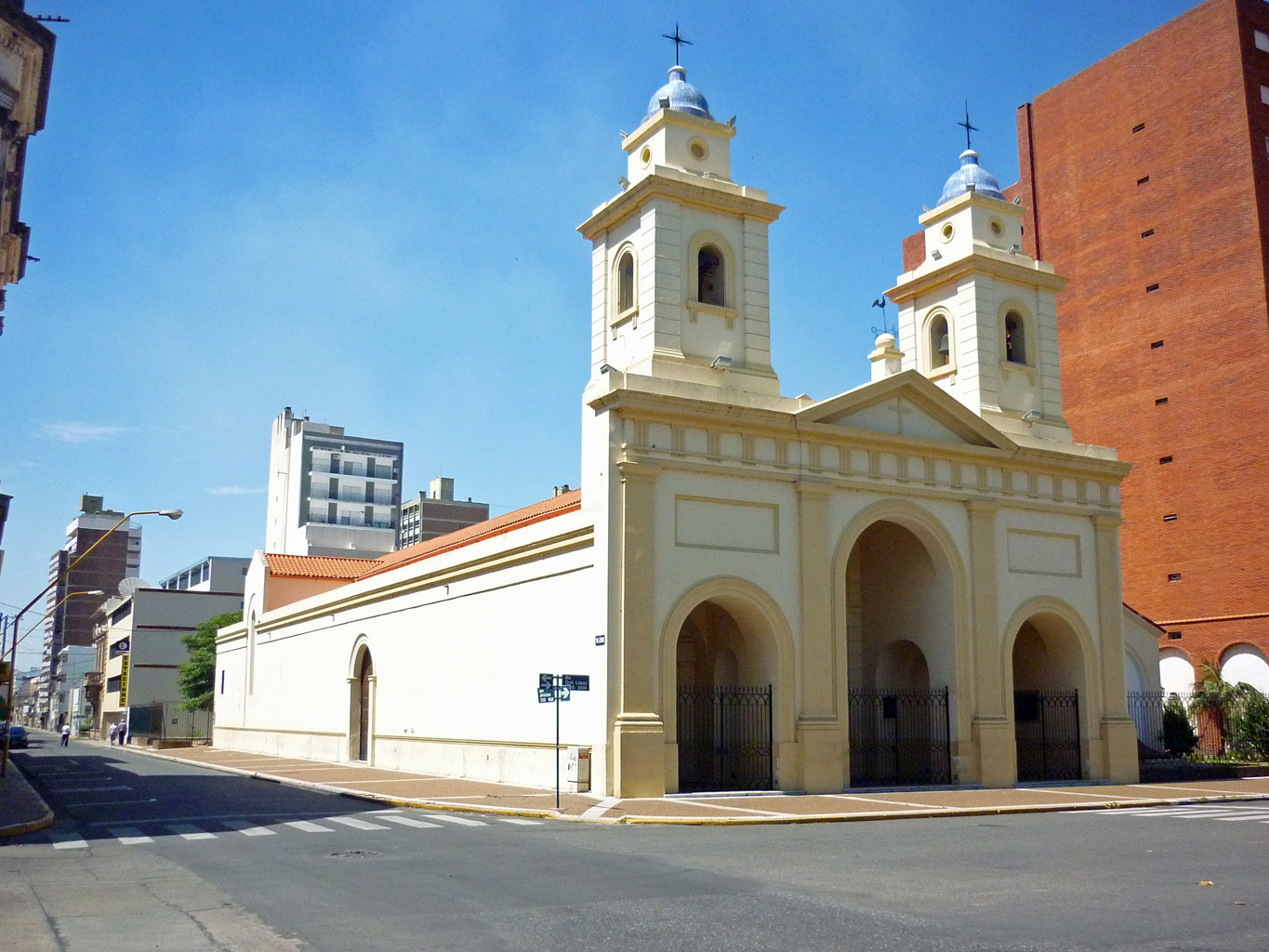
Katedrála ve městě Santa Fe de la Vera Cruz

Santa Fe, plným názvem Santa Fe de la Vera Cruz, je argentinské město, hlavní město argentinské provincie Santa Fe. Je to jeden z největších vnitrozemských přístavů na světě. Leží na severovýchodě země, blízko soutoku řek Paraná a Salado. Dle sčítání lidu z roku 2001 má Santa Fe 369 000 obyvatel. Založeno bylo kapitánem Juanem de Garay okolo roku 1573. Za koloniální éry bylo sídlem jezuitů, jejich kostel byl postaven roku 1660. Roku 1853 zde byla přijata Ústava, která založila argentinskou republiku.